# Amphicnemis pandanicola
Amphicnemis pandanicola är en trollsländeart som beskrevs av Maurits Anne Lieftinck 1953. Amphicnemis pandanicola ingår i släktet Amphicnemis och familjen dammflicksländor. IUCN kategoriserar arten globalt som otillräckligt studerad. Inga underarter finns listade i Catalogue of Life.